# Église Saint-Louis-de-France de Terrebonne
L'église Saint-Louis-de-France de Terrebonne est une église catholique située à Terrebonne, dans la communauté métropolitaine de Montréal, au Québec.

## Histoire
Fondée en 1723 par Louis Lepage de Sainte-Claire, prêtre du diocèse catholique de Québec, curé de la paroisse de l’île Jésus et seigneur de Terrebonne, la paroisse Saint-Louis-de-France est l’une des trente-cinq premières paroisses érigées sur le territoire de la Nouvelle-France. L’église paroissiale actuelle est la troisième depuis la fondation et a été construite autour de 1878 grâce à la générosité de dame Geneviève-Sophie Raymond-Masson, veuve de Joseph Masson, seigneuresse de Terrebonne, qui a donné le terrain et la pierre nécessaire. L’église Saint-Louis-de-France, dont les travaux débutèrent en 1877, remplaça celle construite auparavant en 1734. La crypte, l’histoire et l’architecture extérieure de cet endroit en font un monument remarquable. En 1880, le « bon monsieur Piché », curé, a fait exhumer les corps inhumés dans le sous-sol de la vieille église pour les placer dans la crypte de la nouvelle. Dans ladite crypte sont inhumés les corps de dame Geneviève-Sophie et de son époux, ainsi que de plusieurs notables et bâtisseurs. Avec ses 280 ans, la paroisse de Saint-Louis-de-France poursuit sa mission. Bien qu’ayant perdu une vaste étendue de son territoire initial par la création de plusieurs paroisses-filles, couvrant maintenant en presque totalité le centre-ville de Terrebonne, elle ne compte pas moins de 20 000 paroissiennes et paroissiens.
Le 13 septembre 2021, l'église et le presbytère de Saint-Louis-de-France ont été citée comme immeuble patrimonial par la ville de Terrebonne.

## Équipe pastorale
Congrégation des Frères de Saint-Jean

## Presbytère

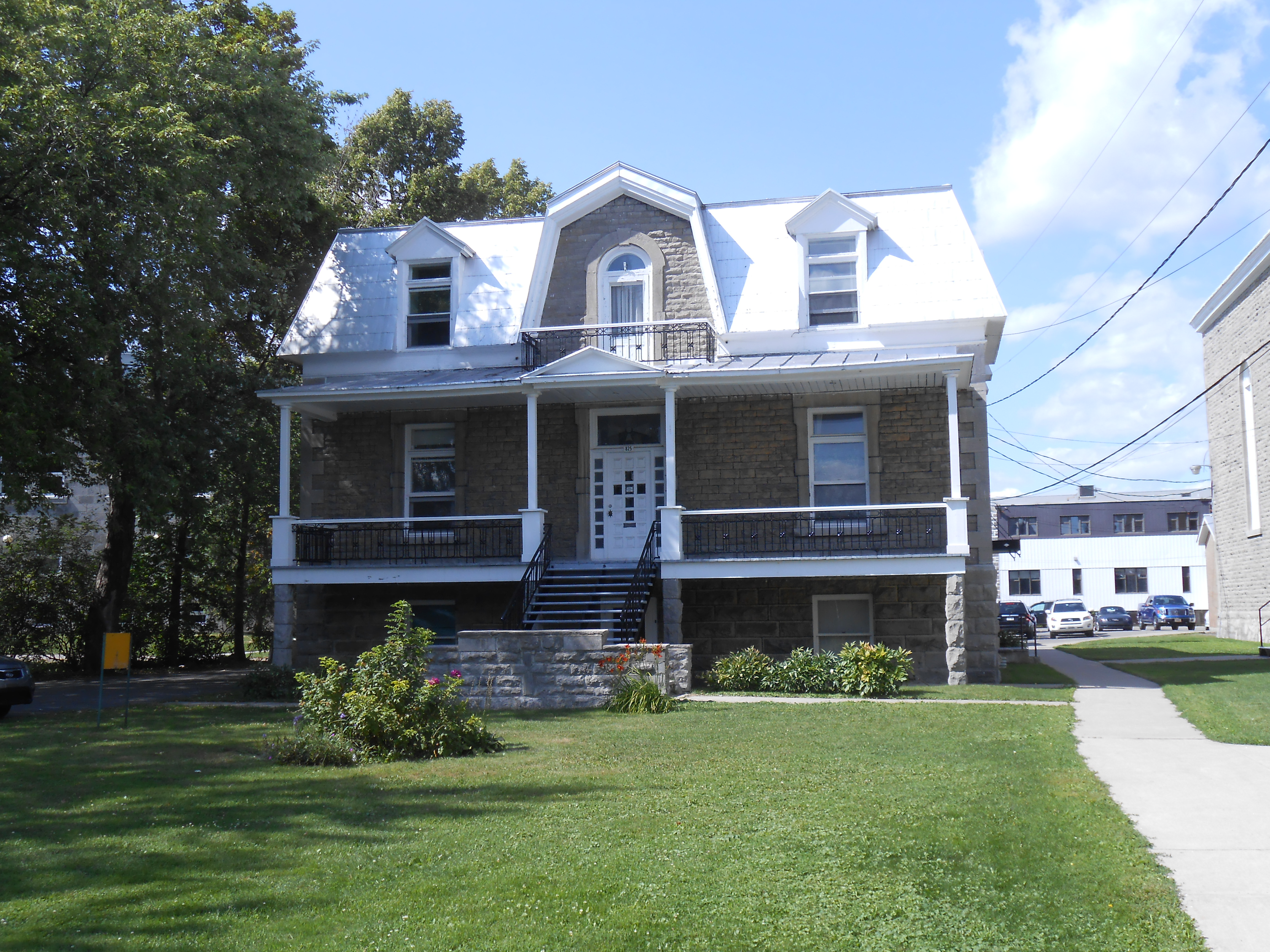
Presbytère de Saint-Louis-de-France

Le presbytère est un bâtiment de style Second Empire construit en 1878. Il s'agit d'un bâtiment de pierre taillée de 2 étages avec un toit mansardé sur les quatre élévations. Il est situé à côté de l'église en retrait sur un parterre d'apparat. Il a été cité comme immeuble patrimonial le 13 septembre 2021 par la ville, en même temps que l'église.